# Hari Hodžkinson
Harry Hodžkinson (engl. Harry Hodgkinson) (1913 — 1994) je bio pisac, novinar, obaveštajni oficir britanske kraljevske mornarice i od 1985. predsednik Anglo-albanskog udruženja.
Tokom svog života se borio za „Albansku stvar“ zauzimajući snažne antisrpske i antibugarske pozicije.